# Gabare
Gabare (bulgariska: Габаре) är ett distrikt i Bulgarien.   Det ligger i kommunen Obsjtina Bjala Slatina och regionen Vratsa, i den nordvästra delen av landet, 80 km nordost om huvudstaden Sofia.
Trakten runt Gabare består till största delen av jordbruksmark. Runt Gabare är det ganska glesbefolkat, med 24 invånare per kvadratkilometer.